# Nouvelle Ville (Varsovie)
Pour les articles homonymes, voir Nowe Miasto.
Nouvelle Ville (polonais : Nowe Miasto) est un quartier de l'arrondissement de Śródmieście (Centre-ville) à Varsovie.

## Histoire

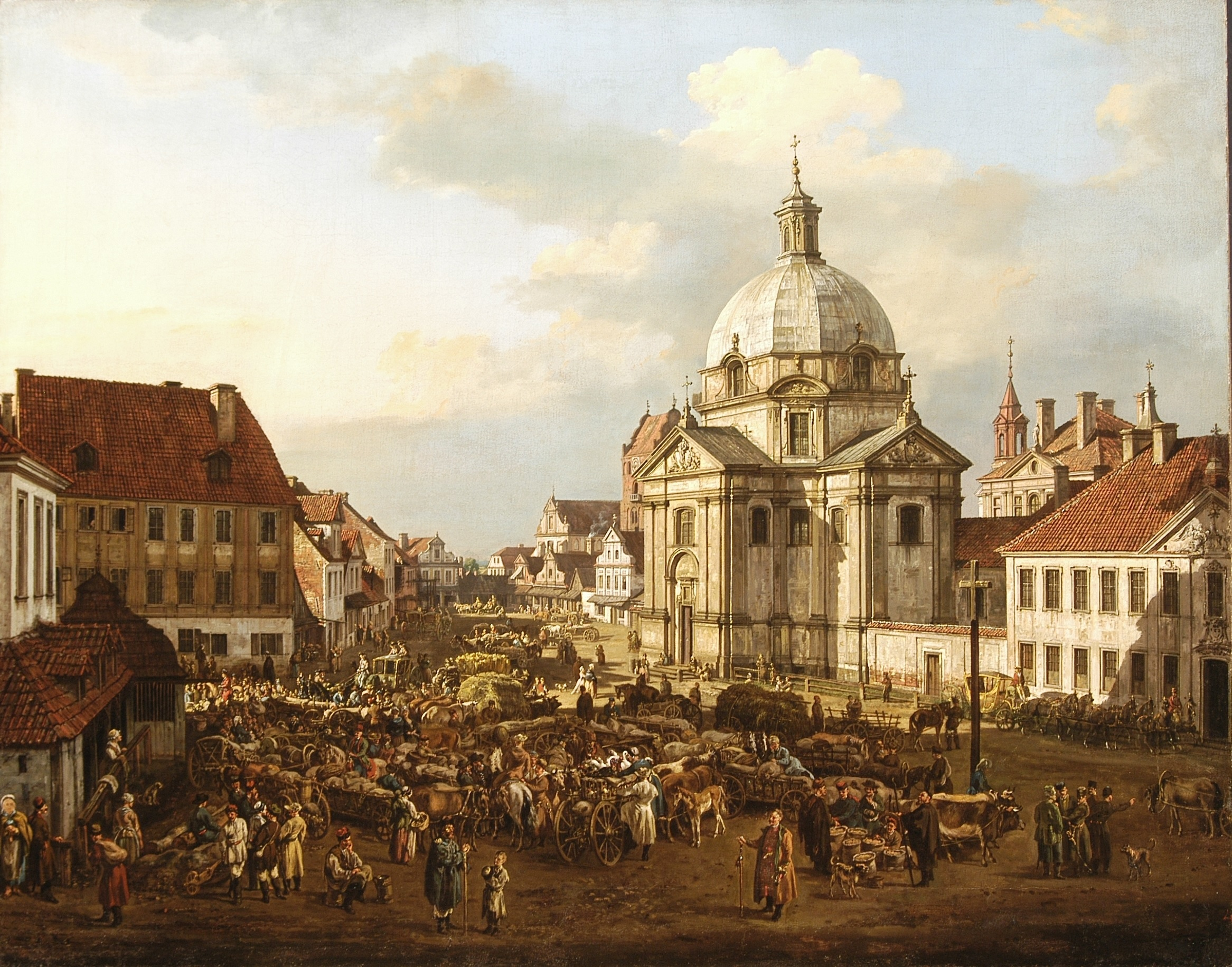
La place du marché de la nouvelle ville et l'église Saint-Casimir. Bernardo Bellotto (1778)

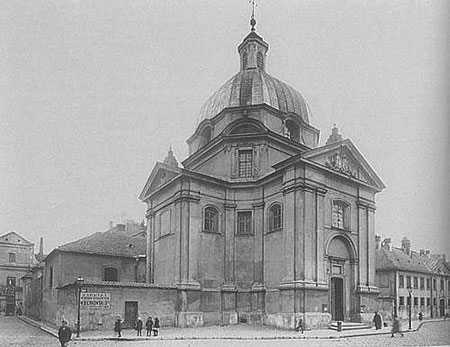
L'église Saint-Casimir en 1939

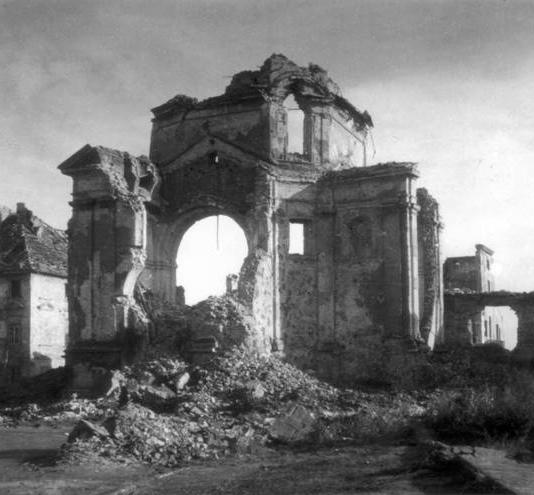
Ruines de l'église Saint-Casimir, après l'insurrection de Varsovie en 1944

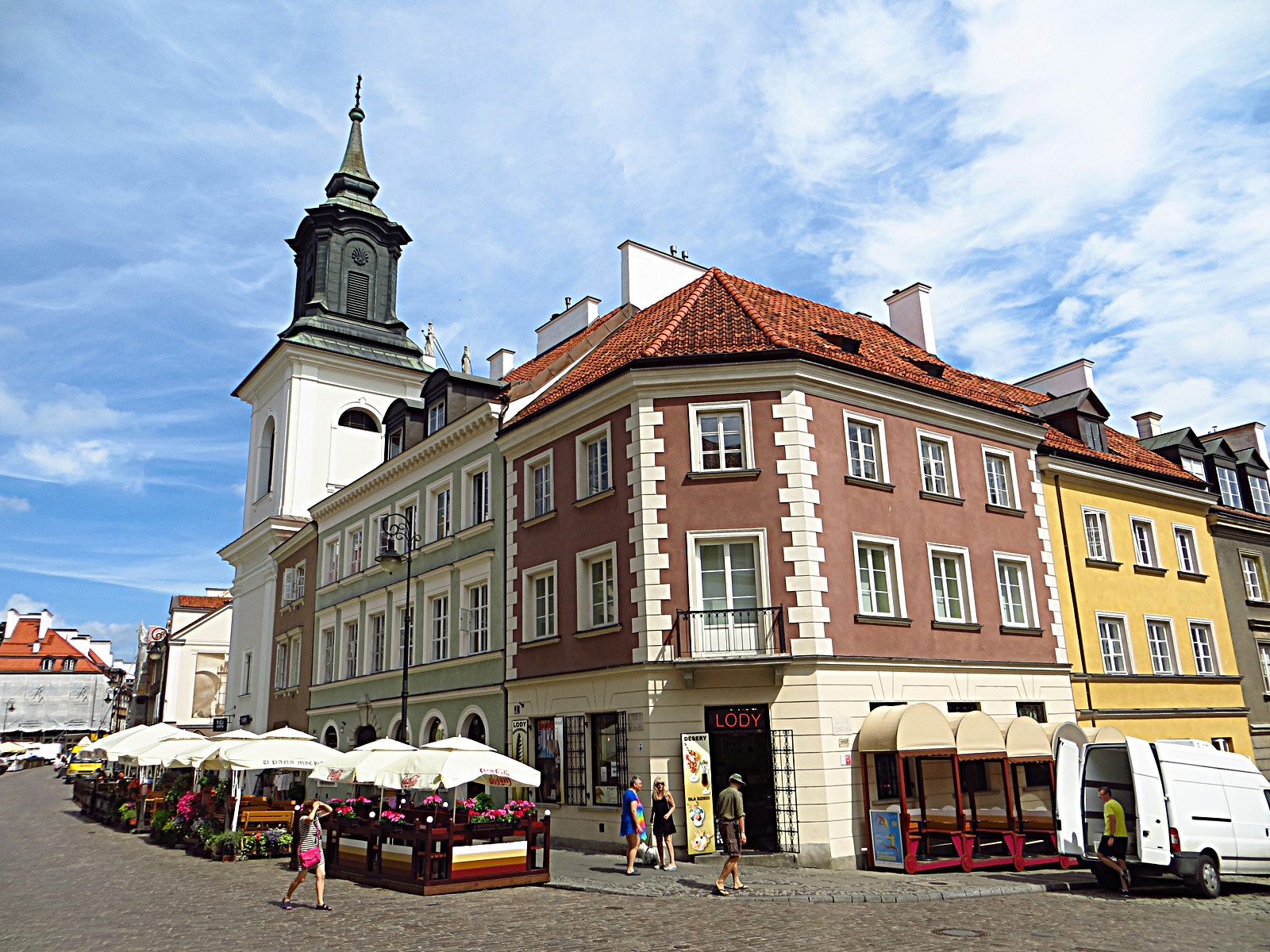
La rue Freta, qui traverse le centre de Nowe Miasto

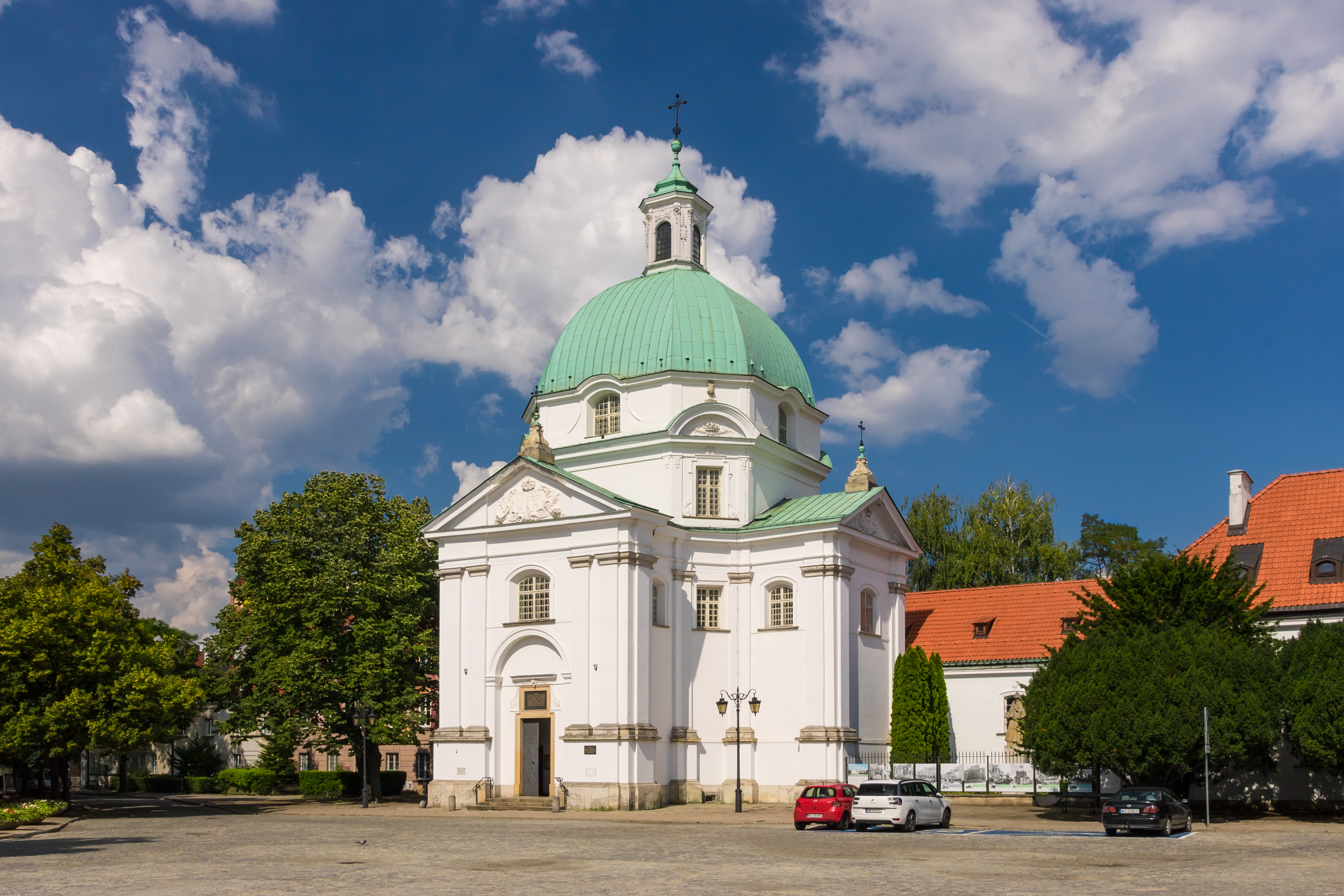
L'église Saint-Casimir (2018)

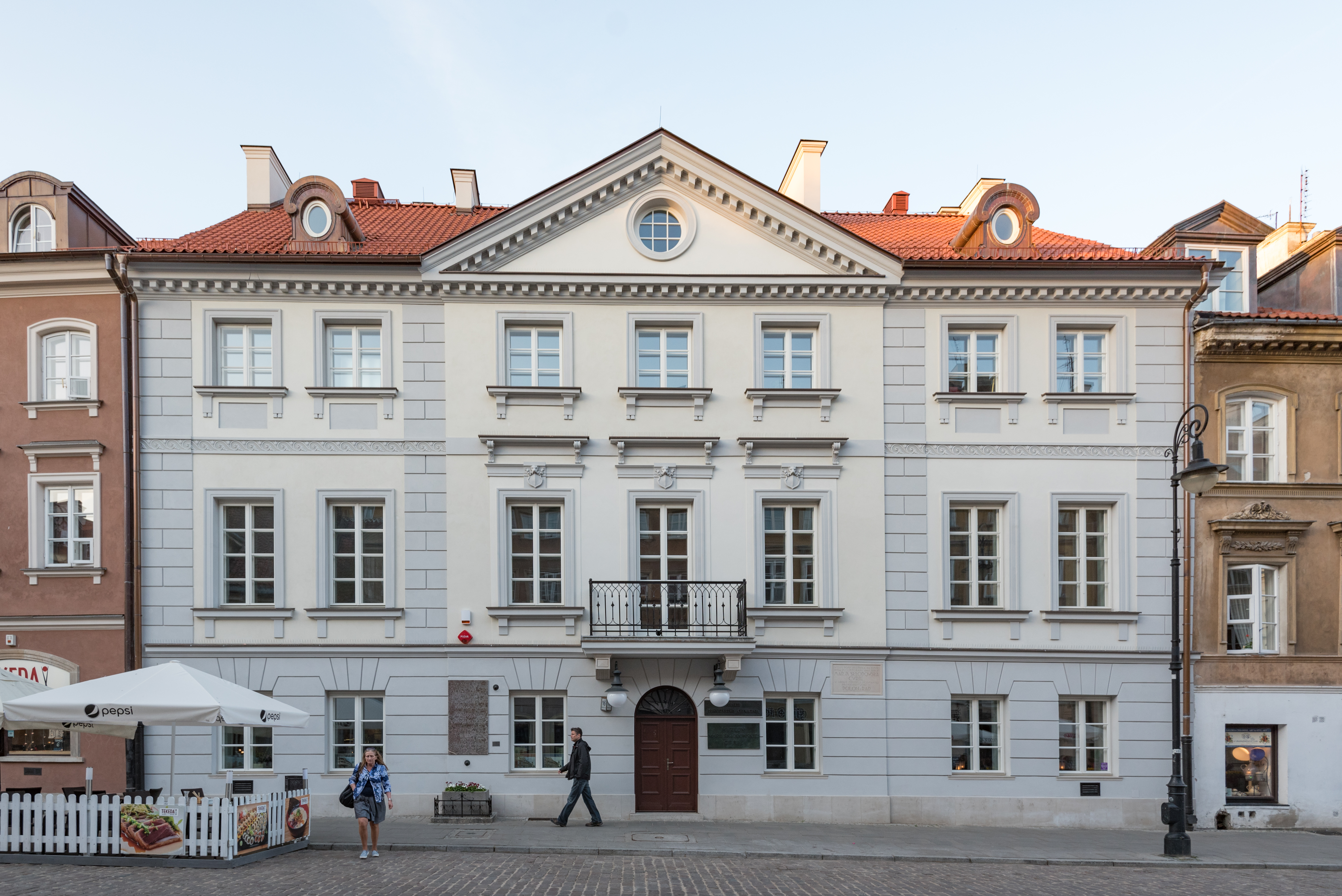
La maison natale de Marie Skłodowska Curie près de l'église Saint-Hyacinthe

Au XIVe siècle, enserrée dans ses murs défensifs, Varsovie est trop petite pour accueillir de nouveaux habitants. En 1408, le prince mazovien Janusz Ier l'Aîné accorde le privilège de ville à Nowej Warszawie, aux terrains situés au nord de la Vieille ville de Varsovie, le long de la route de Zakroczym.
La nouvelle ville est une entité administrative et juridique distincte, avec sa place du marché, son hôtel de ville et son église paroissiale. Elle ne possède cependant pas de murs défensifs.
L'édifice le plus important de cette époque est le pont Sigismond Auguste (pl) construit entre 1568 et 1573, sur les plans d'Erazm Cziotko (pl). Avec ces 500 m de long pour enjamber la Vistule, c'est à l'époque, le plus long pont construit en Europe. Il est malheureusement détruit en 1603 par les glaces dérivantes.
Lors de la période désastreuse de l'invasion suédo-brandebourgeoise, (1655-1660), le immeubles (majoritairement construit en bois) sont détruits. C'est à la suite de ces évènements que les plus beaux immeubles du quartier sont construits par les plus grands architectes, comme Tylman van Gameren (l'hôtel de ville (1660), l'église Saint-Casimir (1688–1692), le Palais Kotowski (en) (1682–1684), l'église du Saint-Esprit (1707–1717) et la chapelle ornée de la famille Kotowski (1691-1694)).
La fusion avec Varsovie se fait en 1791, en raison des principes de la Constitution du 3 mai et de la disparition des Jurydyki Warszawy (pl). La mairie devenue inutile est démolie en 1818.
Pendant l'insurrection de Varsovie (1er août au 2 octobre 1944), Nowe Miasto est complètement détruite par les bombardements intensifs des positions des insurgés. De nombreux édifices historiques, qui servent d'hôpitaux et de refuges pour les habitants, sont rasés. Le reste du quartier est systématiquement détruit avec le reste de la ville en représailles.
La reconstruction de Nowe Miasto commence en 1954, mais certains bâtiments importants ne sont pas restaurés par les autorités communistes (par exemple, le palais Kotowski).

## Édifices et lieux remarquables
- Église Saint-Hyacinthe
- Église de la visitation de la Bienheureuse Vierge-Marie
- Église du Saint-Esprit
- Église Saint-Casimir
- Église Saint-François (Varsovie)
- Église Saint-Benon (pl)
- Palais Raczyński (pl) 7 ulica Długa
- Palais Sapieha
- Palais Sierakowski (pl) 3/5 Ulica Konwiktorska (pl)
- Stade Kazimierz-Sosnkowski
- porte Mostowa (pl)
- Fontaine royale (pl)
- Musée Maria Skłodowska-Curie
- Fort Legionów (pl)
- Fort Traugutt (pl)
- Parc Romuald Traugutt (pl)
- Rynek Nowego Miasta (Place de la Nouvelle-Ville)

### Source
- (pl) Cet article est partiellement ou en totalité issu de l’article de Wikipédia en polonais intitulé « Nowe Miasto (Warszawa) » (voir la liste des auteurs).